# فيليبي دانيال مينديز باروس
فيليبي دانيال مينديز باروس (17 أبريل 1992 في البرتغال - ) هو لاعب كرة قدم برتغالي في مركز الهجوم. شارك مع منتخب البرتغال تحت 17 سنة لكرة القدم ومنتخب البرتغال تحت 18 سنة لكرة القدم ومنتخب البرتغال تحت 19 سنة لكرة القدم ومنتخب البرتغال تحت 20 سنة لكرة القدم. أما مع النوادي، فقد لعب مع Akritas Chlorakas ‏ ونادي سانتا كلارا.

## وصلات خارجية
- فيليبي دانيال مينديز باروس على موقع قاعدة بيانات كرة القدم.إي يو (الإنجليزية)
- فيليبي دانيال مينديز باروس على موقع Soccerway.com (الإنجليزية)